# Активност воде
Активност воде (количина слободне воде)  је показатељ оне количине воде којом микроорганизам располаже у реакцијама метаболизма. Активност воде представља сталну размену воде између живе ћелије и околине. Живи организми које данас познајемо у потпуности зависе од присутности одређене количине воде у течном стању. То је користан параметар који помаже у разумевању покретање молекула воде из околине у цитоплазму и обрнуто.
Активност воде супстрата дефинише се на следећи начин:
 (где је  – притисак водене паре изнад намирнице, а  – притисак паре чисте воде на истој температури)
Често, поготово кад се ради о осушеним намирницама, уместо активности воде говори о тзв. равнотежној релативној влажности (RRV). Између равнотежне релативне влажности и активности воде постоји однос:
aw = RRV / 100.